# L'home que va matar Hitler i després el Bigfoot
L'home que va matar Hitler i després el Bigfoot (The Man Who Killed Hitler and Then the Bigfoot en anglès) és una pel·lícula dramàtica d'aventures nord-americana del 2018, escrita, coproduïda i dirigida per Robert D. Krzykowski en el seu primer llargmetratge, i protagonitzada per Sam Elliott, Aidan Turner, Larry Miller, Ron Livingston i Caitlin FitzGerald.
La pel·lícula va debutar al FanTasia de Mont-real, Canadà, on es va estrenar el 20 de juliol de 2018. L'estrena als Estats Units va tenir lloc al Plaza Classic Film Festival a El Paso, Texas, el 10 d'agost de 2018. Al Regne Unit, va tocar al FrightFest de Londres el 26 d'agost de 2018, a Espanya al Sitges Film Festival i a Finlàndia al Night Visions Film Festival. Ha estat doblada i subtitulada al català.
John Sayles i Douglas Trumbull són productors executius. Trumbull també va realitzar efectes especials.

## Repartiment
- Sam Elliott com a Calvin Barr

- Aidan Turner com a jove Calvin Barr

- Caitlin FitzGerald com a Maxine
- Sean Bridgers com a Mr. Gardner
- Ron Livingston com a Flag Pin
- Ellar Coltrane com a "The Clerk"
- Larry Miller com a Ed
- Rizwan Manji com a Maple Leaf
- Mark Steger com a Bigfoot
- Aubrey Hale com a Rufus

## Producció
El rodatge va tenir lloc d'agost a setembre de 2017 a l'oest de Massachusetts, especialment a Turners Falls.